# John L. Hennessy
John Leroy Hennessy, tek.dr., född 22 september 1952, är en amerikansk företagsledare som är styrelseordförande för det multinationella holdingbolaget Alphabet Inc sedan den 1 februari 2018 när han efterträdde Eric Schmidt, tek.dr.
Han sitter också som ledamot i koncernstyrelsen för det globala IT-företaget Cisco Systems, Inc. sedan 2002.
Hennessy avlade en kandidatexamen i elektroteknik vid Villanova University och en master och en doktor i datavetenskap vid Stony Brook University.
1977 började han arbeta för universitetet Stanford University och fyra år senare inledde han det DARPA-stödda forskningsprojektet MIPS (Microprocessor without Interlocked Pipeline Stages), där projektet var till att forska om RISC-processorer. 1984 delgrundade Hennessy företaget MIPS Computer Systems, Inc. i syfte att göra forskningsprojektet kommersiell, företaget blev dock uppköpta 1992 av Silicon Graphics Inc. för $406,1 miljoner. 1998 var han med och grundade företaget T-Span Systems tillsammans med professorn Teresa Meng. 1999 blev han utsedd att efterträda Condoleezza Rice som rektor för Stanford. Ett år senare bytte företaget namn till Atheros Communications samtidigt som Hennessy blev president för hela universitet. 2011 köptes Atheros upp av Qualcomm, Inc. för $3,1 miljarder. 2016 avgick Hennessy från sin position hos Stanford.